# スマートデバイス
スマートデバイス（英語: smart device）は、明確な定義はないが、パソコンやメインフレーム、ワークステーションなどの既存のコンピュータの枠にとらわれない情報機器の総称を指す。

## 主な種類
スマートフォンやタブレットのようなクラウドコンピューティングを前提としたタッチパネル式の通信機器や、デジタル家電（スマート家電）のような家電にスマートフォンを始めとするさまざまな機器との連携に主眼を置いた付加機能を加えた機械があり、これらはビッグデータとしても利用されている。
スマートフォンやそれから派生したタイプのタブレットの知名度が高いが、Android Wearをはじめとする腕時計型のスマートウォッチやGoogle Glassをはじめとするメガネ型のスマートグラスといったウェアラブルデバイス、インターネットに接続可能なスマートテレビなどが研究あるいは開発されている。
人工知能の搭載も「スマート化」といわれる。「スマート化」はスマートグリッドやスマートシティといったインフラ設備やスマートデバイス化を指す。

### スマートフォン・タブレット
スマートフォンやそこから派生したタブレットは、アプリ開発の環境をソフトウェア開発キットという誰でも手に入れられる形で公開することでアプリ開発者の新規参入を容易にし、新たなエコシステムを生み出した。スマートフォンの普及によりこれに連携を行う機能を持ったデジタル家電やスマートデバイスが多く発表されている。音楽を聞くことがメインのIPod touchやAndroid搭載型ウォークマンも、Wi-Fiによりインターネットに接続できるため、これに数えることもある。

### スマートウォッチ・スマートグラス

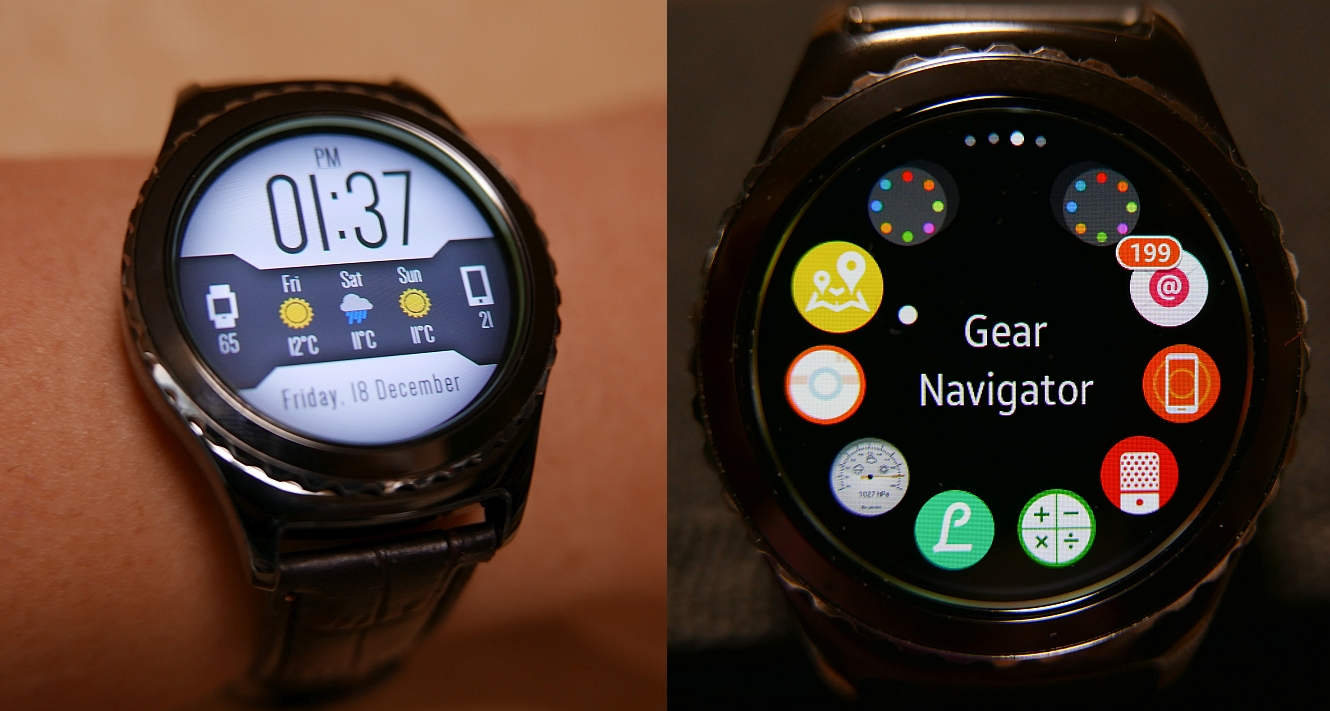
スマートウォッチ

「身につける（着る）コンピュータ」を意味するウェアラブルコンピュータの分野では、いままでコンピュータに無関係であったモノにセンサを組み込むことによってライフログをとり、健康管理に役立てるような機器への関心が強い。
スマートウォッチとは、時計型の情報機器の総称である。主に腕時計型のウェアラブルデバイスを指す。スマートウォッチの形状は様々であるが、多くは腕時計のように腕に固定するベルトが付いている点で共通している。腕時計での機械部分は、通常のデジタル時計に文字を表示する領域を追加したものや時計盤の代わりに液晶や電子ペーパーのディスプレイを備えたものなどがある。
2013年以降、スマートフォンへの接続が可能な腕時計型端末が多く発表されている。スマートフォンとの連携により、メールやSMS、SNSの新着チェックを行えたり、デジタルオーディオプレーヤー機能の遠隔操作が行える、電話の着信をバイブレーションで伝えるなどの機能をもつ。これにより、スマートフォンを取り出さずに最低限の情報を得ることができる。機種によっては電卓程度の低機能なアプリが使えるものも存在する。
スマートグラスは、メガネのレンズがある位置に小型のディスプレイが搭載されているメガネ型のウェアラブルデバイスを指す。Google Glassが有名なものの、そのほかにもヘッドマウントディスプレイから発展したスマートグラスも存在する。
スマートウォッチでは、GoogleのAndroid WearやAppleのwatchOSなどの組み込みオペレーティングシステムがある。

### スマートテレビ・スマート家電
スマートテレビはインターネットからユーザーが好きなときに能動的にほしい情報を得ることができるテレビである。一般的なテレビは、放送されている番組の中からチャンネルを切り替えて視聴する。それに対し、スマートテレビではネットワーク経由でみたい動画を得ることが主となる。形態としては大きく分けて2パターンあり、ひとつはテレビにスマートテレビとしての機能を内蔵しているもの、もうひとつはスティック型の小さなコンピュータをテレビのHDMI端子に差し込んで既存のテレビにスマートテレビの機能を外付けするものである。
特に、HDMI端子に差し込むタイプのセットトップボックスをスマートスティックと呼び、OSとしてAndroidを採用した機器が数多く発表されている。これはゲーム機でも当てはまる。
機能としては動画共有サイトへ投稿された動画を閲覧したり、ビデオ・オン・デマンドサービスを利用することで放送時間を気にせずに希望のコンテンツを得たり、ライブストリーミング放送による独自番組を視聴することが挙げられる。また、DLNAをはじめとするホームネットワーク（家庭内LAN）経由でNASやレコーダーに録画した番組を家庭内で共有したり、スマートフォンやコンピュータ、あるいはデジタルカメラ、ビデオカメラなどに記録された動画をテレビで見ることもできる。とくにWi-fiに対応した機器では、面倒な配線が不要となるため2013年頃からはWi-fi機能をもったテレビが多くなってきている。

### スマートカード（ICカード）
単なる記憶媒体では無く、カード内部で情報処理が出来る物を「スマートカード」と呼ぶ。日本ではICカードと呼ばれる事が多い。